# Plegma caelatura
Espèce
Statut de conservation UICN

 VU B1+2a : Vulnérable
Plegma caelatura est une espèce de mollusque gastéropode terrestre de la famille des euconulidés. Elle constitue un représentant de la faune endémique de La Réunion, La Réunion étant une île française de l'océan Indien.